# 亚德吉尔
亚德吉尔（Yadgir），是印度卡纳塔克邦亚德吉尔县的一个城镇。总人口58802（2001年）。

## 人口
该地2001年总人口58802人，其中男性29962人，女性28840人；0—6岁人口8745人，其中男4556人，女4189人；识字率56.27%，其中男性为64.66%，女性为47.56%。